# Tarna (Gijón)
Tarna es una aldea que pertenece a la parroquia de Baldornón en el concejo de Gijón (Principado de Asturias). Se encuentra a 254 m s. n. m. y está situada a 11 km de la capital del concejo, Gijón. 

## Población
En 2020 contaba con una población de 28 habitantes (INE 2020) repartidos en 18 viviendas.